# هيو هيوز (طبيب عسكري)
هيو هيوز (بالإنجليزية: Hugh Llewellyn Glyn Hughes) (و. 1892 – 1973 م) هو طبيب عسكري، ولاعب اتحاد الرغبي من المملكة المتحدة، وويلز، ولد في سوانزي، كان عضوًا في كلية الأطباء الملكية، توفي في إدنبرة، عن عمر يناهز 81 عاماً.

## التعليم
تعلم في كلية لندن الجامعية، وتعلم في Epsom College ‏
.

## الخدمة العسكرية
خدم في الجيش البريطاني.

## جوائز
حصل على جوائز منها:
- الصليب العسكري
- زميل الكلية الملكية للأطباء
- Medal bar [الإنجليزية]‏